# Saint-Priest-sous-Aixe
Pour les articles homonymes, voir Saint-Priest (homonymie).
Saint-Priest-Sous-Aixe est une commune française située dans le département de la Haute-Vienne, en région Nouvelle-Aquitaine.
Les rubans de développement durable, distinction nationale, lui ont été décernés en 2011 et en 2013 en raison des nombreuses actions en faveur du développement durable régulièrement conduites.
Située à 15 km à l'ouest de Limoges, sa superficie est de 24 km2, son nombre d'habitants est de 1764 et sa densité est de 72 hab./km2. Le nombre de naissances en 2014 a été de 24.
C'est une commune à la fois rurale avec des exploitations agricoles d'élevage, périurbaine (troisième couronne de Limoges) et possédant un patrimoine naturel riche (forêt publique des Loges de 180 ha et 6 km de rivage de la Vienne).
Saint-Priest est un village dynamique grâce à son tissu associatif dense, sa zone d’activités économiques et son offre de santé diversifiée. Son groupe scolaire (maternelles et primaires) compte 215 enfants en 2015.

## Géographie

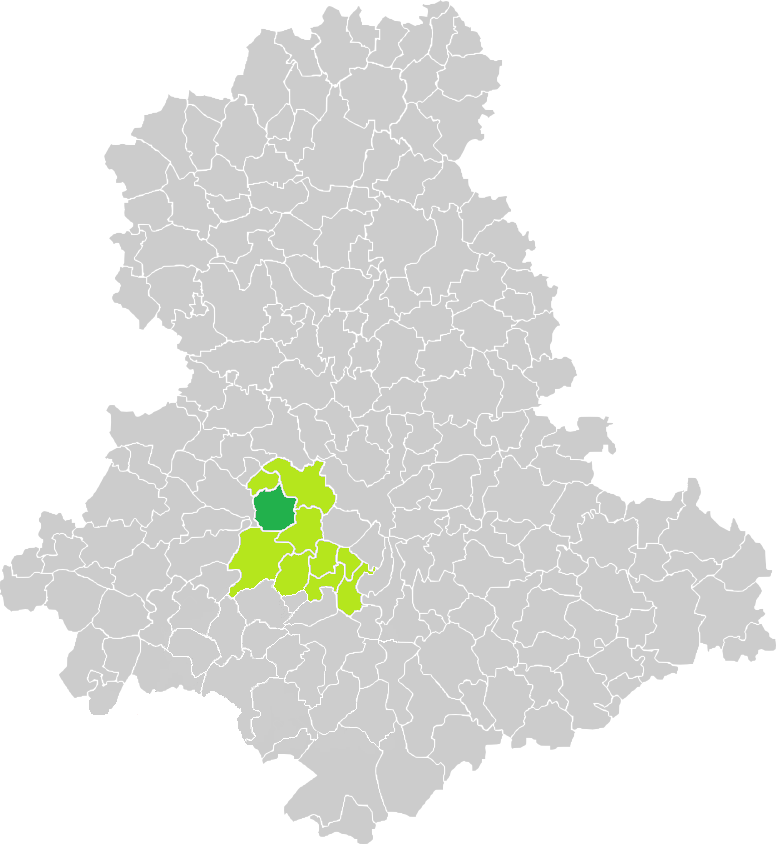
Situation de la commune de Saint-Priest-sous-Aixe en Haute-Vienne.

|                 | Saint-Yrieix-sous-Aixe | Verneuil-sur-Vienne |
| Cognac-la-Forêt | Saint-Priest-sous-Aixe |                     |
|                 | Séreilhac              | Aixe-sur-Vienne     |

### Climat
Pour des articles plus généraux, voir Climat de la Nouvelle-Aquitaine et Climat de la Haute-Vienne.
Historiquement, la commune est exposée à un climat océanique limousin.  
En 2020, Météo-France publie une typologie des climats de la France métropolitaine dans laquelle la commune est exposée à un climat océanique altéré et est dans la région climatique  Ouest et nord-ouest du Massif Central, caractérisée par une pluviométrie annuelle de 900 à 1 500 mm, maximale en automne et en hiver.
Pour la période 1971-2000, la température annuelle moyenne est de 11,5 °C, avec une amplitude thermique annuelle de 14,9 °C. Le cumul annuel moyen de précipitations est de 1 021 mm, avec 14,2 jours de précipitations en janvier et 7,8 jours en juillet. Pour la période 1991-2020, la température moyenne annuelle observée sur la station météorologique la plus proche, située sur la commune de Limoges à 12,09 km à vol d'oiseau, est de 11,8 °C et le cumul annuel moyen de précipitations est de 1 018,0 mm,. Pour l'avenir, les paramètres climatiques de la commune estimés pour 2050 selon différents scénarios d'émission de gaz à effet de serre sont consultables sur un site dédié publié par Météo-France en novembre 2022.

## Urbanisme

### Typologie
Au 1er janvier 2024, Saint-Priest-sous-Aixe est catégorisée commune rurale à habitat dispersé, selon la nouvelle grille communale de densité à sept niveaux définie par l'Insee en 2022.
Elle appartient à l'unité urbaine d'Aixe-sur-Vienne, une agglomération intra-départementale regroupant deux  communes, dont elle est une commune de la banlieue,,. Par ailleurs la commune fait partie de l'aire d'attraction de Limoges, dont elle est une commune de la couronne,. Cette aire, qui regroupe 127 communes, est catégorisée dans les aires de 200 000 à moins de 700 000 habitants,.

### Occupation des sols
L'occupation des sols de la commune, telle qu'elle ressort de la base de données européenne d’occupation biophysique des sols Corine Land Cover (CLC), est marquée par l'importance des territoires agricoles (53,1 % en 2018), en diminution par rapport à 1990 (54 %). La répartition détaillée en 2018 est la suivante : 
forêts (38,9 %), zones agricoles hétérogènes (32,4 %), prairies (20,7 %), zones urbanisées (5,9 %), eaux continentales (2,1 %), zones industrielles ou commerciales et réseaux de communication (0,1 %). L'évolution de l’occupation des sols de la commune et de ses infrastructures peut être observée sur les différentes représentations cartographiques du territoire : la carte de Cassini (XVIIIe siècle), la carte d'état-major (1820-1866) et les cartes ou photos aériennes de l'IGN pour la période actuelle (1950 à aujourd'hui).

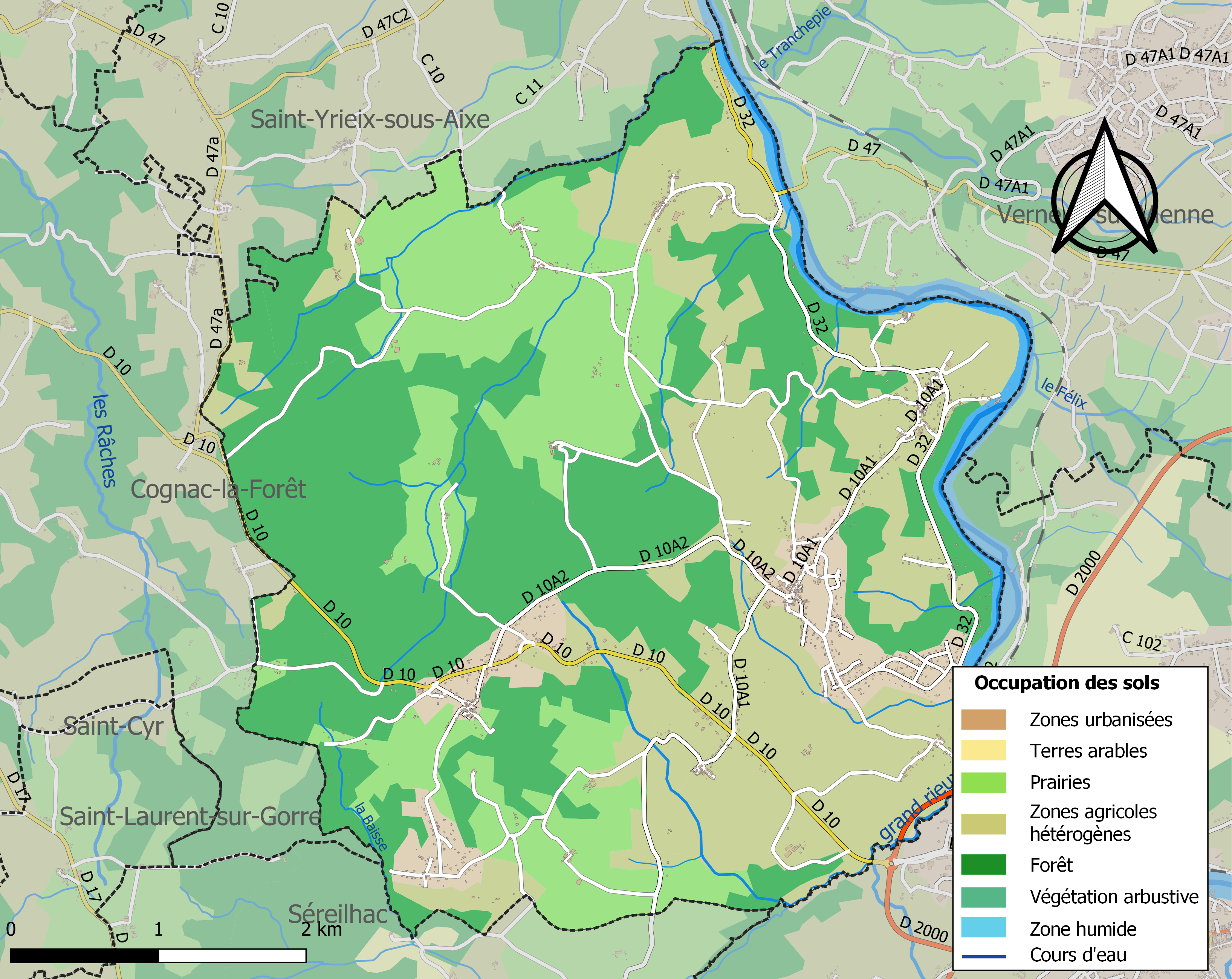
Carte des infrastructures et de l'occupation des sols de la commune en 2018 (CLC).

### Risques majeurs
Le territoire de la commune de Saint-Priest-sous-Aixe est vulnérable à différents aléas naturels : météorologiques (tempête, orage, neige, grand froid, canicule ou sécheresse), inondations et séisme (sismicité faible). Il est également exposé à un risque technologique, la rupture d'un barrage, et à un risque particulier : le risque de radon. Un site publié par le BRGM permet d'évaluer simplement et rapidement les risques d'un bien localisé soit par son adresse soit par le numéro de sa parcelle.

#### Risques naturels
Certaines parties du territoire communal sont susceptibles d’être affectées par le risque d’inondation par débordement de cours d'eau, notamment la Vienne et le Grand Rieux. La commune a été reconnue en état de catastrophe naturelle au titre des dommages causés par les inondations et coulées de boue survenues en 1982, 1993 et 1999,. Le risque inondation est pris en compte dans l'aménagement du territoire de la commune par le biais du plan de prévention des risques inondation (PPRI) de la « Vienne d'Aixe à Saillat », approuvé le 12 octobre 2007.

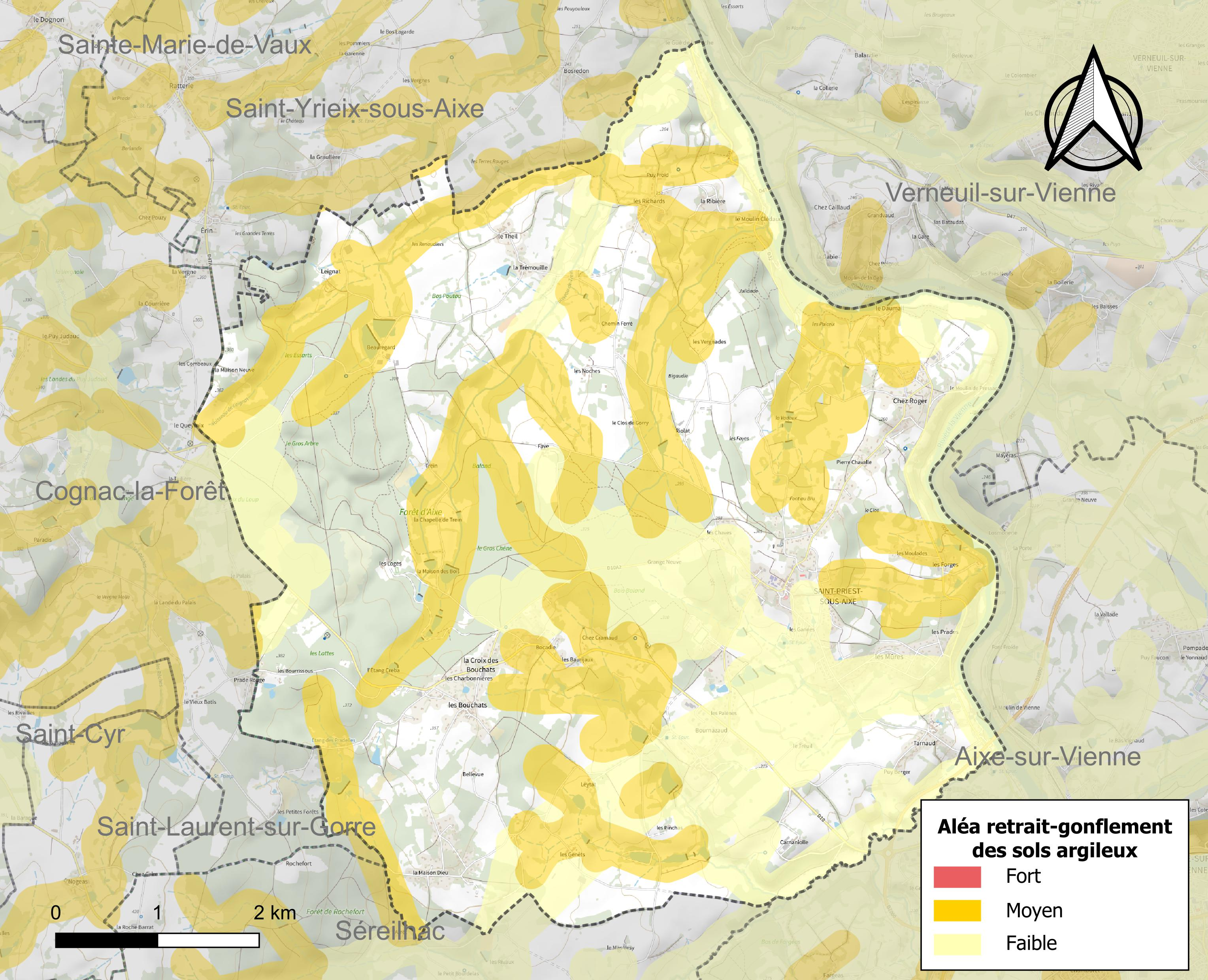
Carte des zones d'aléa retrait-gonflement des sols argileux de Saint-Priest-sous-Aixe.

Le retrait-gonflement des sols argileux est susceptible d'engendrer des dommages importants aux bâtiments en cas d’alternance de périodes de sécheresse et de pluie. 33,6 % de la superficie communale est en aléa moyen ou fort (27 % au niveau départemental et 48,5 % au niveau national métropolitain). Depuis le 1er octobre 2020, en application de la loi ÉLAN, différentes contraintes s'imposent aux vendeurs, maîtres d'ouvrages ou constructeurs de biens situés dans une zone classée en aléa moyen ou fort,.
La commune a été reconnue en état de catastrophe naturelle au titre des dommages causés par des mouvements de terrain en 1999.

#### Risque technologique
La commune est en outre située en aval des barrages de Lavaud-Gelade, dans la Creuse, de Saint-Marc et de Vassivière, des ouvrages de classe A. À ce titre elle est susceptible d’être touchée par l’onde de submersion consécutive à la rupture de cet ouvrage.

#### Risque particulier
Dans plusieurs parties du territoire national, le radon, accumulé dans certains logements ou autres locaux, peut constituer une source significative d’exposition de la population aux rayonnements ionisants. Selon la classification de 2018, la commune de Saint-Priest-sous-Aixe est classée en zone 3, à savoir zone à potentiel radon significatif.

## Toponymie
En occitan, la commune est appelée Sent Préch d'Aissa.

## Histoire
Pendant la Seconde Guerre mondiale, Georges Dumas (résistant) aida la famille Guterbaum qui avait trouvé refuge dans une ferme de Saint-Priest-sous-Aixe.

## Politique et administration

### Liste des maires
- Alpinien Pabot-Chatelard (1837-1929), maire de Saint-Priest-Sous-Aixe en 1870.

| Période                                  | Période   | Identité         | Étiquette | Qualité |
| ---------------------------------------- | --------- | ---------------- | --------- | --- |
| Les données manquantes sont à compléter. |           |                  |           | |
| 1983                                     | 1989      | Francis Boluda   |           | |
| 1989                                     | 2001      | Guy Combeau      |           | |
| 2001                                     | juin 2015 | Philippe Barry   |           | Conseiller départemental depuis 2015 |
| 16 juin 2015                             | mai 2020  | Philippe Nauleau |           | |
| mai 2020                                 | En cours  | Philippe Barry   |           | Conseiller départemental, président de la communauté de communes Val de Vienne Président de l'association des maires de la Haute-Vienne depuis octobre 2022 |

### Politique environnementale
Dans son palmarès 2024, le Conseil national de villes et villages fleuris de France a attribué une fleur à la commune.

## Démographie
L'évolution du nombre d'habitants est connue à travers les recensements de la population effectués dans la commune depuis 1793. Pour les communes de moins de 10 000 habitants, une enquête de recensement portant sur toute la population est réalisée tous les cinq ans, les populations de référence des années intermédiaires étant quant à elles estimées par interpolation ou extrapolation. Pour la commune, le premier recensement exhaustif entrant dans le cadre du nouveau dispositif a été réalisé en 2007.

En 2022, la commune comptait 1 764 habitants, en évolution de +2,44 % par rapport à 2016 (Haute-Vienne : −0,68 %, France hors Mayotte : +2,11 %).
| 1793  | 1800  | 1806  | 1821  | 1831  | 1836  | 1841  | 1846  | 1851  |
| ----- | ----- | ----- | ----- | ----- | ----- | ----- | ----- | ----- |
| 1 113 | 1 075 | 1 638 | 1 042 | 1 173 | 1 183 | 1 196 | 1 235 | 1 217 |

| 1856  | 1861  | 1866  | 1872  | 1876  | 1881  | 1886  | 1891  | 1896  |
| ----- | ----- | ----- | ----- | ----- | ----- | ----- | ----- | ----- |
| 1 195 | 1 047 | 1 065 | 1 046 | 1 173 | 1 237 | 1 219 | 1 237 | 1 275 |

| 1901  | 1906  | 1911  | 1921  | 1926  | 1931 | 1936 | 1946 | 1954 |
| ----- | ----- | ----- | ----- | ----- | ---- | ---- | ---- | ---- |
| 1 294 | 1 236 | 1 272 | 1 097 | 1 056 | 988  | 955  | 866  | 910  |

| 1962 | 1968 | 1975 | 1982  | 1990  | 1999  | 2006  | 2007  | 2012  |
| ---- | ---- | ---- | ----- | ----- | ----- | ----- | ----- | ----- |
| 850  | 915  | 962  | 1 214 | 1 392 | 1 473 | 1 575 | 1 589 | 1 653 |

| 2017  | 2022  | - | - | - | - | - | - | - |
| ----- | ----- | - | - | - | - | - | - | - |
| 1 746 | 1 764 | - | - | - | - | - | - | - |

## Lieux et monuments
- La chapelle de Trein: ancienne chapelle Saint-Jean-Baptiste de l'ordre de Saint-Jean de Jérusalem qui dépendait de la commanderie du Grand-Madieu[32].
- Église Saint-Priest de Saint-Priest-sous-Aixe. Elle est inscrite à l'Inventaire général du patrimoine culturel[33].

### ZNIEFF
La commune présente une Zone naturelle d'intérêt écologique, faunistique et floristique (ZNIEFF) de type 1.
- Vallée de la Vienne du moulin de la Mie au  Daumail[34]. La zone s'étend des deux côtés de la Vienne sur les communes de Saint-Priest-sous-Aixe, Aixe-sur-Vienne, Verneuil-sur-Vienne. Elle est remarquable pour ses zones humides, et prairies humides, ses rpisylves et ses chênaies-charmaies,

## Personnalités liées à la commune
- Alpinien Pabot-Chatelard (1837-1929), ancien maire de Saint-Priest, préfet.
- Philippe Ardant (1929-2007), constitutionnaliste français, né à Saint-Priest.

## Pour approfondir